# Harmonika
Harmonika je glasbilo, na katerega igramo s pritiskanjem na tipke in gumbe ter s stiskanjem in raztezanjem meha. S tipkovnico nadziramo ton in višino glasu. Spada med aerofone (zrakovna glasbila). Glasbenik, ki igra na harmoniko, se imenuje harmonikar ali harmonikaš.

## Sestavni deli
- meh: dovaja zrak v glasilke.
- melodijska omarica: običajno narejena iz lesa, nahaja se na desni strani harmonike. Ko pritisnemo na tipko, odpremo ventil.
- basovska omarica: nahaja se na levi strani harmonike, ima veliko več ventilov, ker ima tudi več gumbov ima poseben gumb za izpraznitev zraka iz meha, ki nam ostane pri igranju
- registri: spremenijo barvo tona, s čimer oponašajo lahko tudi druge instrumente, sicer pa za igranje niso nujno potrebni
- jermeni: harmoniko fiksirajo, tako da instrumentalist lažje igra. Dva jermena si igralec nadene na rame, poseben manjši jermen še poveže nahrbtna jermena med sabo. Četrti jermen služi za opasanje leve roke k basovski omarici.

## Delitev harmonik
|                                       |                                    | Vsebovani toni       | Vsebovani toni       |
| Kromatična (vsi celi toni in poltoni) | Diatonična (samo nekateri poltoni) |                      |                      |
| ------------------------------------- | ---------------------------------- | -------------------- | -------------------- |
| Tipkovnica                            | Klavirska                          | klavirska harmonika  |                      |
| Tipkovnica                            | Gumbna                             | kromatična harmonika | diatonična harmonika |

## Primerjava med klavirsko, diatonično in gumbno harmoniko
|                          | Klavirska | Diatonična | Gumbna |
| ------------------------ | --- | --- | --- |
| Tipkovnica               | Tipke | Gumbi | Gumbi |
| Razporeditev             | Toni povrsti kakor pri vseh klaviaturah oziroma v skladu z glasbeno teorijo, v dveh vrstah - celi toni v prvi in poltoni v drugi vrsti. | Toni razvrščeni mešano v dveh do petih vrstah, ki so odvisni od potega meha navzven ali navznoter (nekateri gumbi imajo dva tona). V Sloveniji je najbolj privzeta 3 vrstna harmonika s poljubnim številom dodatnih gumbov v 4. vrsti. | Toni razporejeni v petih ali šestih vrstah, neodvisni od potega meha navzven ali navznoter                                                                               |
| Toni                     | 80 basna ima 34 tipk s toni od G do E3, 120 basna pa 40 tipk s toni od F do A3, oziroma 3 oktave in veliko terco. Nekaterim koncertnim klavirskim harmonikam se klaviatura začne celo s tonom E. | Diatonične harmonike se razlikujejo po uglasitvi. Od te je odvisna razporeditev tonov. Privzete 3 vrstne harmonike imajo po 12 gumbov v 1. in 3. vrsti ter po 13 gumbov v 2. vrsti s poljubnim številom dodatnih gumbov v 4. vrsti. Oglasitve od 1. do 3. vrste se nadaljujejo po durovem kvintnem krogu. Vsaka harmonika lahko tako igra v omejenem številu lestvic. Pogoste uglasitve so CFB, BEsAs, CisFisH, HEA, ADG, DGC, GCF. | |
| Registri                 | Pri 80 basni 0, 3 ali 5 različnih registrov, pri 120 basni 10 ali več. Pri večini harmonik so registri razporejeni ob poteku klaviature, nekatere koncertne harmonike pa imajo najbolj uporabljane registre nameščene v obliki okroglih gumbov na vrhu harmonike, ki jih lahko harmonikar pritisne z brado. | / | Podobno kot pri klavirski |
| Igranje                  | Nekoliko lažje začetniško učenje zaradi razporeditve tonov, večji razmaki prstov pri prijemih ob igranju. | Nekoliko težje začetniško učenje, manjši razmaki prstov, saj so tudi oddaljeni toni sorazmerno blizu. | Kot pri diatonični |
| Basi                     | Gumbi | Gumbi | Gumbi |
| Razporeditev             | 80 ali 120 basov v petih ali v šestih vrstah: glavni toni v 2. vrsti, drugi toni v 1. vrsti, durovi akordi v 3., molovi akordi v 4., durovi septakordi v 5. in zmanjšani akordi v 6. vrsti. | 11 basov, razporejeni v dveh vrstah | Kot pri klavirski |
| Toni                     | | | |
| Registri                 | | | |
| Barve                    | Enobarvne najpogosteje črna, sledijo bela in rdeča, meh navadno druge barve kot ohišje, pogosto bel, črn, moder | Vzorci lesa, velikokrat narodni motivi, kot so rože (nageljni), lipov list, nasplošno pisana poslikava, meh enobarven, mavričen ali celo s kakšnim motivom (sliko) | Kot pri klavirski |
| Velikost in teža         | | | |
| Dostopnost/cena          | | | |
| Zastopanost v Sloveniji  | Pretežno koncertna harmonika (primer Marko Hatlak, Luka Juhart, Tomaž Rožanec), različne manjše zasedbe, harmonikarski kvarteti in orkestri, pogosta tudi v narodnozabavni in ljudski glasbi (Ansambel bratov Avsenik, Vitezi celjski, Slovenski zvoki, Ekart)                                              | Zelo priljubljena v narodnozabavni in ljudski glasbi (Ansambel Lojzeta Slaka, Franca Miheliča, Tonija Vererberja), redkeje pri koncertiranju (Miha Debevec, Denis Novato) | Koncertna harmonika, zelo redko v narodnozabavni (primer Ansambel Vagabundi, Ano ur'co al' pej dvej, nekoč tudi Ansambel Lojzeta Slaka); sicer podobno kot pri klavirski |
| Proizvajalci v Sloveniji | 3 izdelovalci | več kot 100 | 2 |